# Hyalurga sixola
Hyalurga sixola là một loài bướm đêm thuộc phân họ Arctiinae, họ Erebidae.